# Sancti Spíritus (stad)
Sancti Spíritus is een gemeente en stad in het midden van Cuba en de hoofdstad van de gelijknamige provincie Sancti Spíritus.
De stad heeft een rijk koloniaal verleden. Vandaag zakken nog weinig toeristen af naar deze door Diego Velázquez de Cuéllar gestichte stad. Ze ligt wat verloren te midden van een uitgestrekt en verarmd landbouwgebied, maar is met haar kunstpatrimonium bijna de evenknie van Cienfuegos en Trinidad. 
Voornaamste bezienswaardigheid is de tweehonderd jaar oude terracotta Yayabo-brug die de nieuwe stad met het oude koloniale centrum verbindt.

## Geboren
- George Alvarez (1960), Amerikaans acteur
- Eglis Yaima Cruz Farfan (1980), schutter
- Dayaris Mestre (1986), judoka
- Adrián Puentes (1988), boogschutter

## Galerij

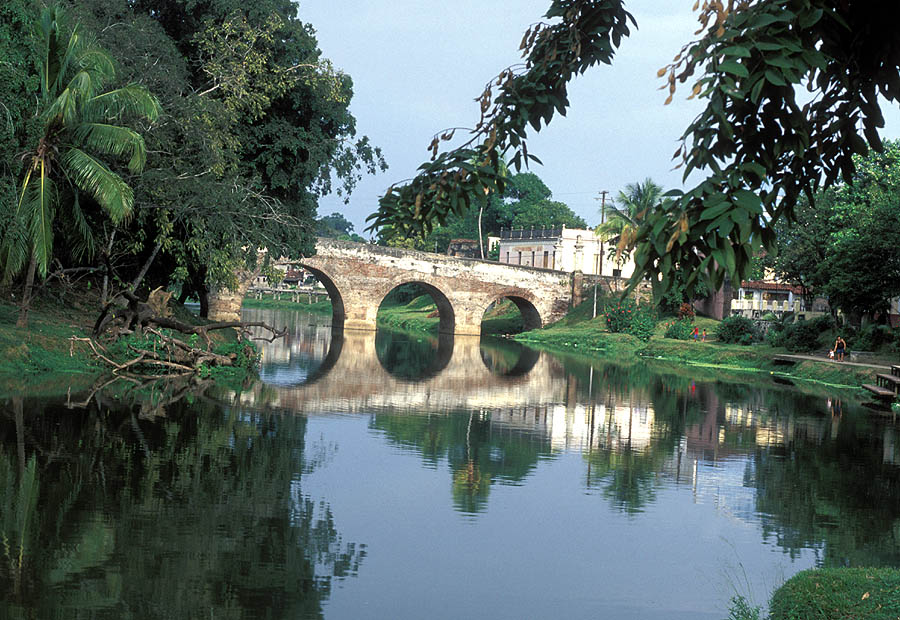
Yayabobrug
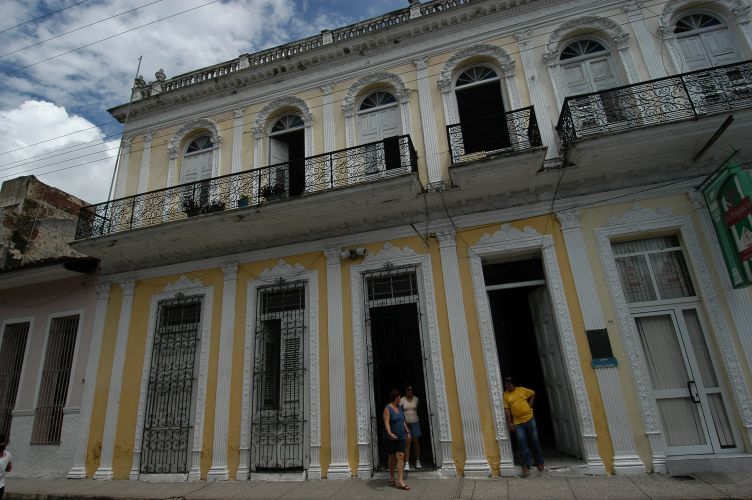
IJzersmeedwerk aan gevels in Sancti Spíritus